# Roland Gretler

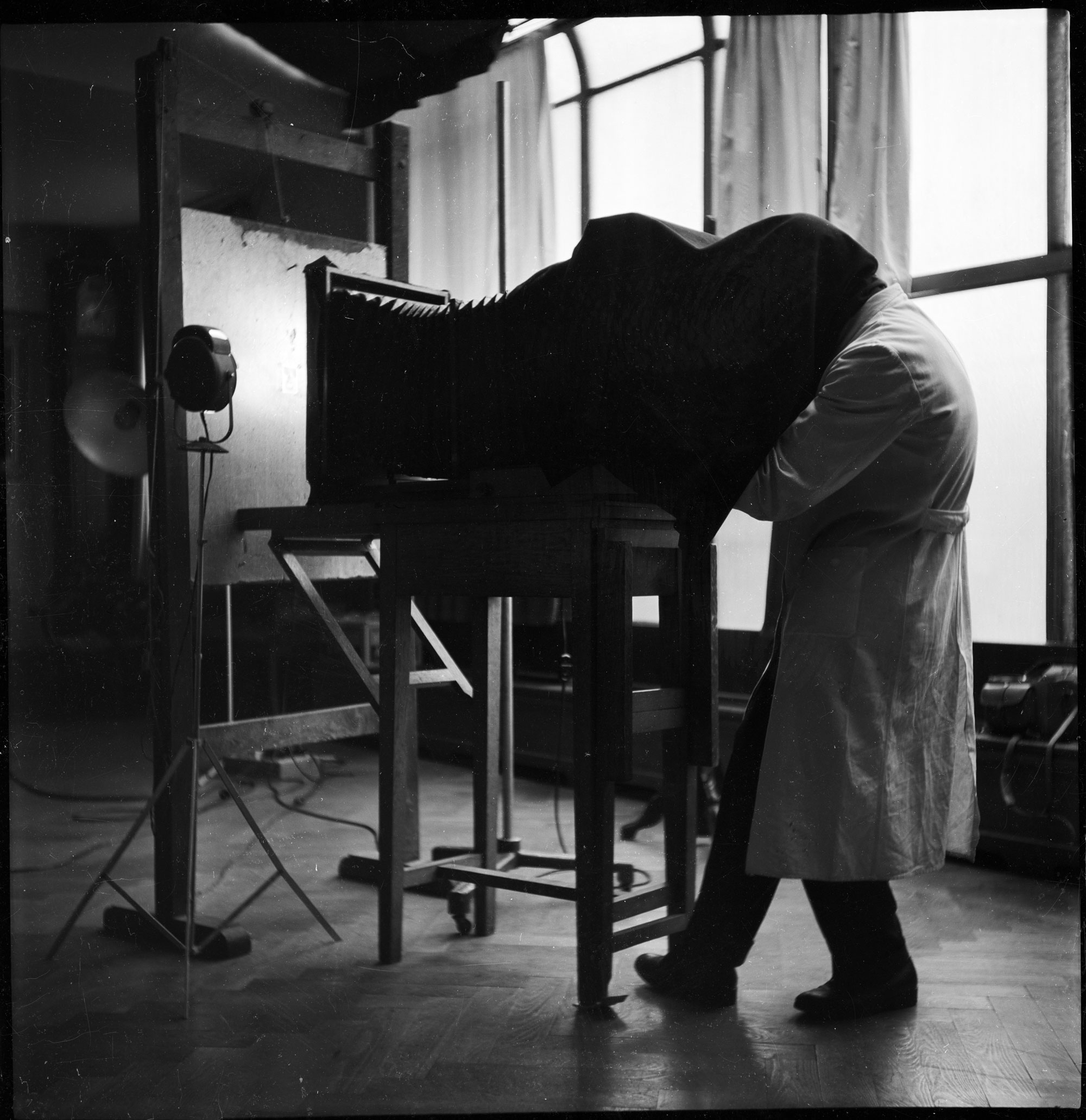
Roland Gretler s velkoformátovou fotografickou kamerou, stativem, stojanem a světlem. Fotografie byla pořízena v roce 1958 v ateliéru J. Meiner & Sohn v Curychu.

Roland Gretler (30. května 1937, St. Gallen – 22. ledna 2018, tamtéž ) byl švýcarský fotograf a sociální výzkumník. Nejprve pracoval pro průmysl a reklamu a na počátku 70. let založil své panoptikum o historii dělnického hnutí. Byl uznávaným fotohistorikem a agitátorem '68.

## Životopis

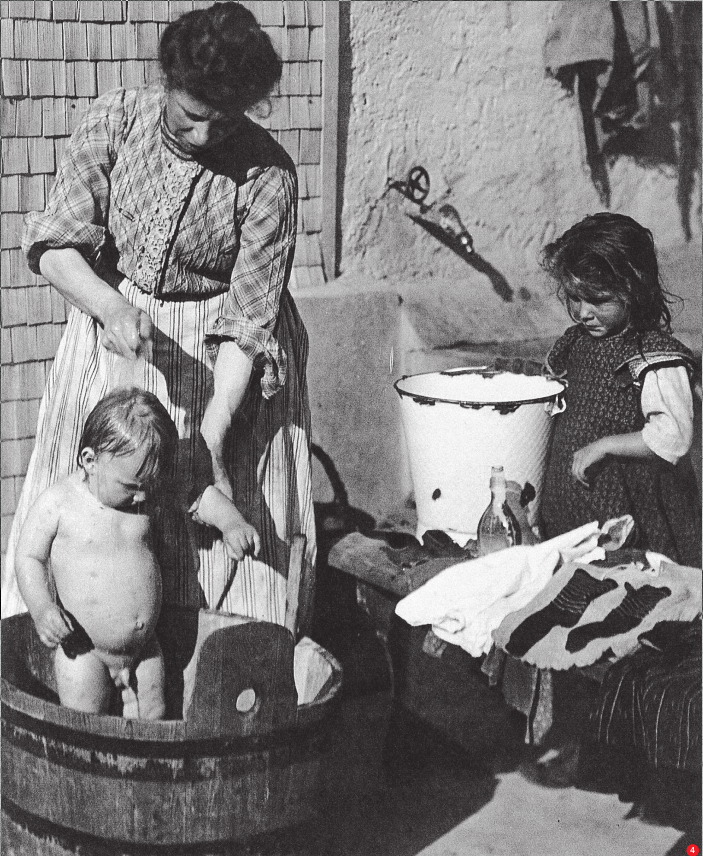
Fotografie z Gretlerovy sbírky: Dělnice a matka s dětmi ve východním Švýcarsku (kolem roku 1900)

Roland Gretler před dokončením studia opustil obchodní školu v St. Gallen a začal pracovat ve Švýcarském tropickém institutu v Basileji. Získal diplom plantážníka a absolvoval zemědělskou stáž na panství Maggi Kemptthal. Začal se učit jako fotograf v Curychu u Johannese Meinera. Přešel k René Groeblimu a pracoval pro něj jako praktikant a zaměstnaný fotograf. Poté vedl fotoateliér pro reklamní agentury Walter Greminger a Rudolf Farner. Nakonec si otevřel vlastní ateliér pro reklamní, průmyslovou a produktovou fotografii.

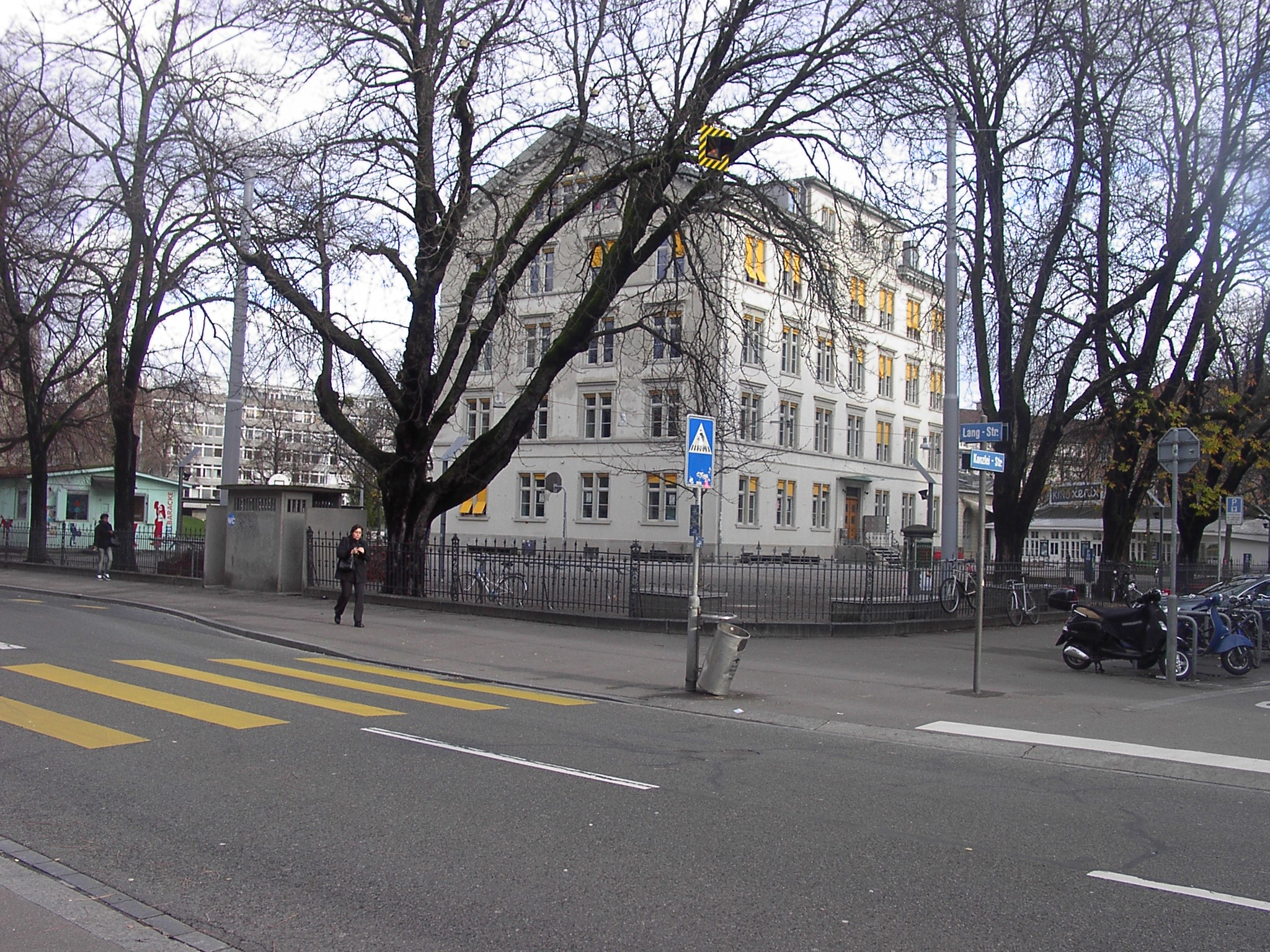
Gretlerovo panoptikum sociálních dějin se do roku 2019 nacházelo v Kanzlei-Schulhaus v Curychu

Kolem roku 1968 se stal politicky aktivním. Přátelil se s Niklausem Meienbergem , se kterým také spolupracoval. Jeho zájem o sociální dějiny  ho přiměl k vybudování sbírky obrazových dokumentů o historii dělnického hnutí na počátku 70. let s názvem GRETLER'S PANOPTIKUM on social history. Byl to jedinečný archiv o švýcarském dělnickém hnutí v této podobě a nacházel se v Kanzlei-Schulhaus v okrese Curych 4. Po Gretlerově smrti byla sbírka rozpuštěna, všech kolem 100 000 fotografií a další části převzal švýcarský sociální archiv, plakáty putovaly do sbírky Curyšské univerzity umění, další předměty putovaly do jiných institucí.
Gretler žil v Herisau se svou ženou Anne Gretler-Epprecht.  Byl otcem dvou dětí: Roland Gretler-de Menezes (1963-2019) a Sarah Barbara Gretler.    

## Výstavy
- 1986: Curych, Stadthaus, „Fotografové vidí své město“
- 2013: St. Gallen, Kulturraum am Klosterplatz, "Gretlerovo panoptikum o sociálních dějinách" [9]

## Ceny a ocenění
- 2002: Kulturní cena Švýcarské konfederace odborových svazů SGB